# Burg Bechthal
Die Ruine der Burg Bechthal ist die restaurierte Ruine einer Spornburg etwa 500 Meter südöstlich des Raitenbucher Gemeindeteiles Bechthal auf einem Höhenrücken über dem Anlautertal im Landkreis Weißenburg-Gunzenhausen in Mittelfranken. Von der hoch- bis spätmittelalterlichen Wehranlage haben sich noch Mauerreste und der schlanke Bergfried erhalten.

## Geschichte
Der Höhenrücken über dem Anlautertal diente bereits während der Urnenfelder-, Hallstatt-, Latène- und Völkerwanderungszeit als teilweise befestigter Siedlungsplatz.
Die hochmittelalterliche Burg ist der Stammsitz der Herren von Pechthal (Bechthal), die erstmals in der Mitte des 12. Jahrhunderts in den Schriftquellen erscheinen. Der Name der Familie könnte mit einer früheren Pechgewinnung in diesem Gebiet zusammenhängen. In der spärlichen Literatur werden die Burgherren als Dienstmannen des Hochstiftes Eichstätt bezeichnet.
In der Folge konnten die Pechthaler sich offenbar von der Abhängigkeit vom Hochstift lösen und sich eine kleine selbständige Herrschaft in der Umgebung aufbauen.
1353 musste Konrad der Pechthaler seine halbe Eigenveste an Konrad von Heideck übertragen und erhielt den Besitz als Lehen zurück. 1414 verkaufte Hermann Pechthaler die Herrschaft an Rüdiger von Erlingshofen. 1473 werden Sigmund und Caspar Erlingshofer als Teilbesitzer erwähnt. 1503 waren die Brüder Christoph und Albrecht Reicharter Mitbesitzer der Burg. 1544 und 1557 erwarb das Hochstift Eichstätt beide Burghälften.
Nach dem Besitzübergang an das Hochstift scheint die Veste entbehrlich geworden zu sein. Der Ort wurde vom bischöflichen Pflegamt Titting bzw. Raitenbuch aus verwaltet Die genauen Gründe der Aufgabe der Burg sind unbekannt. Nürnberger Chronisten berichten von einer endgültigen Zerstörung durch schwedische Artillerie während des Dreißigjährigen Krieges (1633).
Im 19. Jahrhundert bezeichnete man die Burg als "Burg Waldeck". Diese unhistorische Benennung ist wohl auf die romantische Lage auf einem "bewaldeten Eck" zurückzuführen.
In den Jahren 1983/84 konnte die Ruine durch eine Sanierung gesichert werden.

## Beschreibung
Die hochmittelalterliche Burg liegt innerhalb einer älteren Abschnittsbefestigung. Der lang gestreckte Höhenzug wird insgesamt durch fünf Quergräben gesichert, deren genaue Zeitstellung unklar ist.
Östlich der teilweise erhaltenen Hauptburg erstrecken sich zwei geräumige Vorburgplateaus. Das Ende des Geländesporns wird von einer als Fundament erhaltenen Bruchsteinmauer umlaufen. Etwa 55 Meter vor dem tiefen östlichen Halsgraben der Kernburg ist ein ungefähr drei Meter hoher Wallgraben erkennbar. Der Wall geht auf eine größtenteils verstürzte Kalksteinmauer zurück. Auf dem äußeren Vorburgplateau sind weitere Mauerreste auszumachen.
Der östliche Halsgraben ist größtenteils aus dem Fels geschlagen und bis zu 10 Meter tief. Der dahinter liegende, annähernd quadratische Hauptburgkegel (ca. 30 × 35 Meter) wird im Süden und Westen von einem seichten, winkelförmigen Innengraben umlaufen, der sich nach Norden als Terrasse fortsetzt. Das hierzu abgetragene Erdreich wurde am Hang zu zwei mächtigen Hangterrassen aufgeschüttet.
Nach Westen ist der Hauptburg ein schmales Felsriff vorgelagert, vor dem wiederum ein Abschnittsgraben angelegt wurde. Nach etwa 40 Metern wird das zerklüftete Vorgelände nochmals von einem flachen Quergraben durchstoßen.
Die Hauptburg
Das Mauerwerk der relativ kleinräumigen Kernburg wurde größtenteils abgetragen und wiederverwendet. Am besten hat sich der quadratische, etwa 30 Meter hohe Bergfried mit einer Seitenlänge von 5,5 Meter und einer Mauerstärke von 1,5 Meter erhalten. Der Turm besteht aus kleineren, quaderartig zugerichteten Kalkbruchsteinen örtlicher Herkunft. Auf der Westseite führt der obligatorische Hocheingang ins Innere mit seinem gewölbten zweiten Obergeschoss.
Von der sonstigen Innenbebauung künden nur noch Fundamentreste und Schuttwälle auf dem Burgplateau. Der Wohnbau dürfte im Nordwesten vor dem Bergfried gelegen haben. Über dem Südwesteck erhebt sich die markante Ruine eines schmalen Rechteckturmes mit einigen Lichtöffnungen.
Auf der Südseite der Burg sind noch große Teile des Füllwerkes der ehemaligen Außenmauer zu erkennen. An einigen Stellen ist hier die Außenschale aus Bruchsteinen erhalten.
Das Bayerische Landesamt für Denkmalpflege verzeichnet den Burgplatz als Siedlung der Urnenfelder-, Hallstatt-, Latène- und Völkerwanderungszeit sowie mittelalterlicher Burgstall mit untertägigen Bestandteilen der Burgruine "Waldeck" unter der Denkmalnummer D-5-6933-0316.

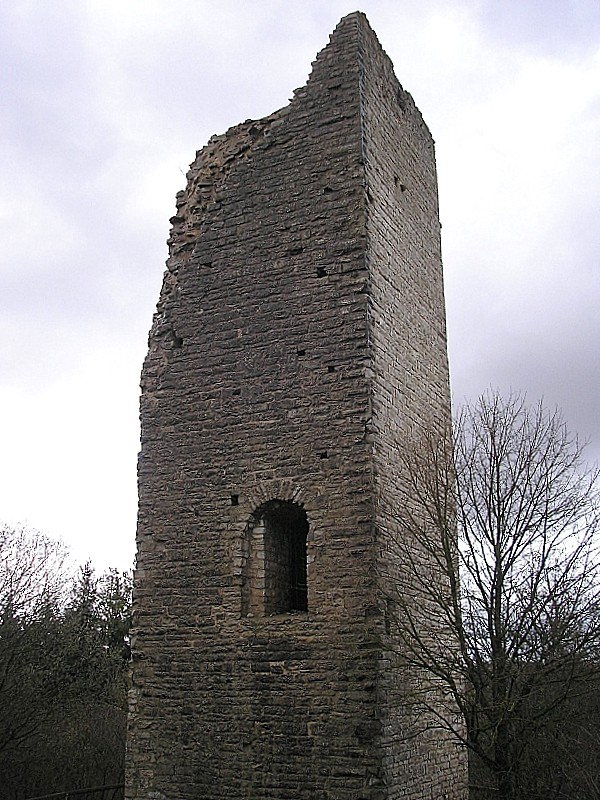
Bergfried mit dem rundbogigen Hocheingang
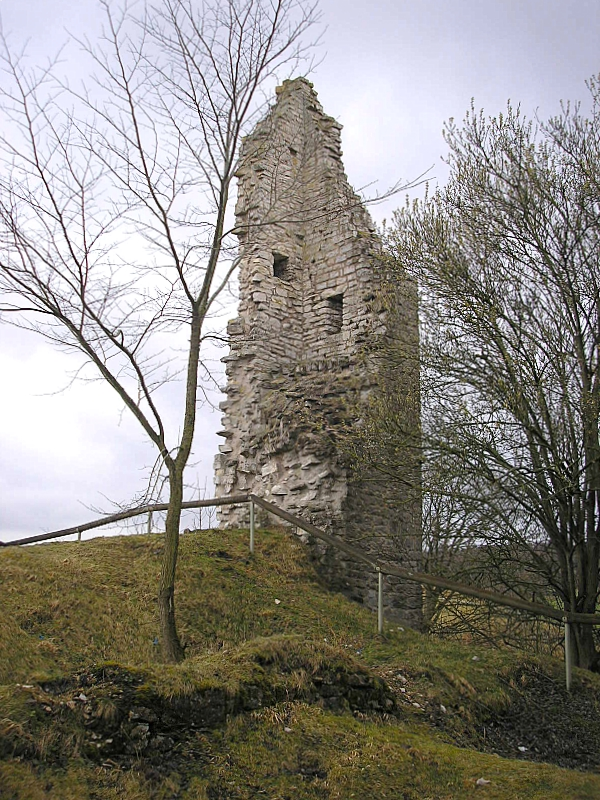
Turmrest im Südwesten
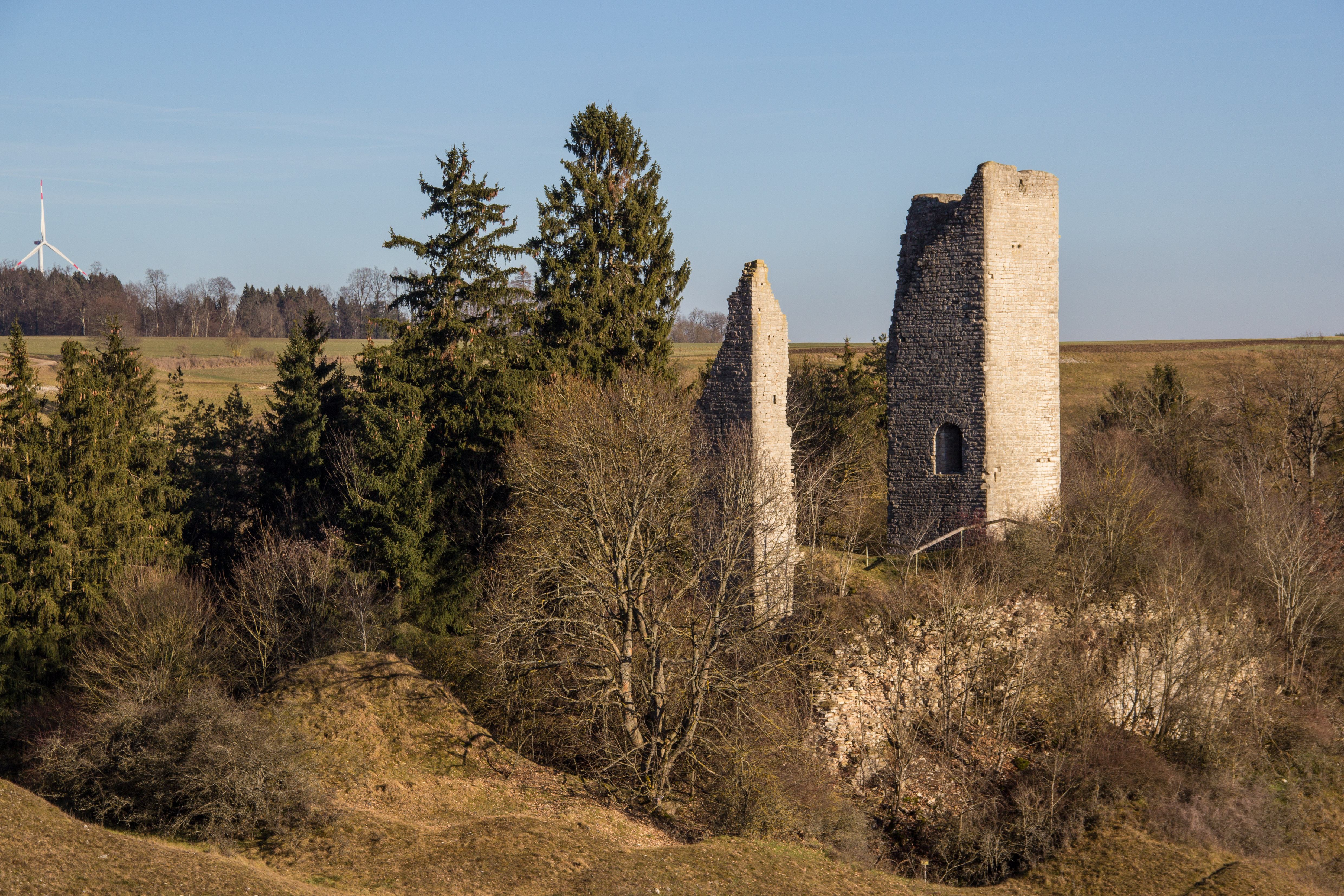
Ansicht der Hauptburg von Westen
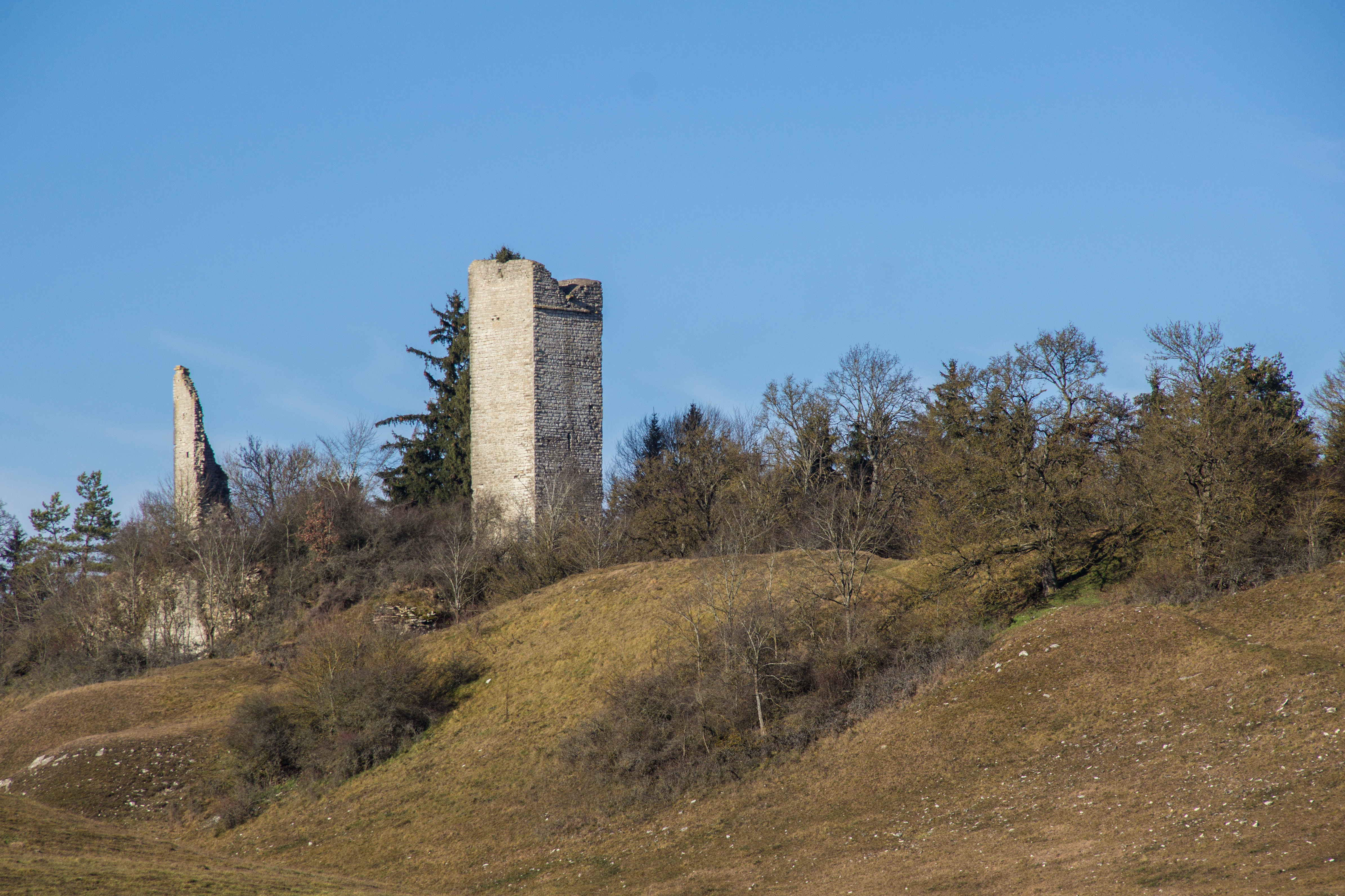
Ansicht der Hauptburg von Südosten